# Останкино (Московская область)
Останкино — деревня в Пушкинском районе Московской области России, входит в состав сельского поселения Царёвское. Население — 12 чел. (2010).

## География
Расположена на севере Московской области, в восточной части Пушкинского района, примерно в 15 км к северо-востоку от центра города Пушкино и 30 км от Московской кольцевой автодороги, на реке Прорванихе бассейна Клязьмы.
В 6 км к северо-западу — Ярославское шоссе М8, в 9 км — линия Ярославского направления Московской железной дороги, в 0,5 км к югу — Московское малое кольцо А107. Ближайшие населённые пункты — село Царёво, деревни Введенское и Назарово.

## Транспорт
- 21 (ст. Пушкино — Красноармейск)
- 317 (Красноармейск — Москва (м. ВДНХ))

## Население
| 1859 | 1890 | 1899 | 1926 | 2002 | 2006 | 2010 |
| ---- | ---- | ---- | ---- | ---- | ---- | ---- |
| 61   | ↗96  | ↗99  | ↘59  | ↘18  | ↘13  | ↘12  |

## История
В «Списке населённых мест» 1862 года — владельческая деревня 1-го стана Дмитровского уезда Московской губернии по левую сторону Московско-Ярославского шоссе (из Ярославля в Москву), в 56 верстах от уездного города и 23 верстах от становой квартиры, при речке Прованихе, с 6 дворами и 61 жителем (30 мужчин, 31 женщина).
По данным на 1899 год — деревня Богословской волости Дмитровского уезда с 99 жителями.
В 1913 году — 12 дворов.
По материалам Всесоюзной переписи населения 1926 года — деревня Введенского сельсовета Путиловской волости Сергиевского уезда Московской губернии в 10,7 км от Вознесенского шоссе и 18,1 км от станции Софрино Северной железной дороги, проживало 59 жителей (31 мужчина, 28 женщин), насчитывалось 10 хозяйств, из которых 9 крестьянских.
С 1929 года — населённый пункт в составе Пушкинского района Московского округа Московской области. Постановлением ЦИК и СНК от 23 июля 1930 года округа как административно-территориальные единицы были ликвидированы.
Административная принадлежность
1929—1952, 1962—1963, 1965—1994 гг. — деревня Царёвского сельсовета Пушкинского района.
1952—1957 гг. — деревня Жуковского сельсовета Пушкинского района.
1957—1960 гг. — деревня Жуковского сельсовета Мытищинского района.
1960—1962 гг. — деревня Жуковского (до 20.08.1960) и Царёвского сельсоветов Калининградского района.
1963—1965 гг. — деревня Царёвского сельсовета Мытищинского укрупнённого сельского района.
1994—2006 гг. — деревня Царёвского сельского округа Пушкинского района.
С 2006 года — деревня сельского поселения Царёвское Пушкинского муниципального района Московской области.

## Достопримечательности
- В 700 и 1200 метрах к северо-востоку от деревни, на левом берегу Прорванихи, находятся памятники археологии — две группы Останкинских курганов XII—XIII вв.[16]
- В 1,5 км к северо-востоку, на левом берегу Прорванихи, — Останкинское селище XII—XIII вв., также являющееся памятником археологии[16].